# Jaroslav Fridrich
Jaroslav Fridrich (* 20. října 1967) je bývalý slovenský fotbalový brankář.

## Fotbalová kariéra
V československé lize hrál za ZVL Žilina. Nastoupil v 7 ligových utkáních.

## Ligová bilance
| Ročník                                   | Zápasy | Góly | Klub       |
| ---------------------------------------- | ------ | ---- | ---------- |
| 1. československá fotbalová liga 1987/88 | 7      | 0    | ZVL Žilina |
| CELKEM                                   | 7      | 0    |            |